# Гаранг, Джозеф
Джозеф Укель Гара́нг Вель (англ. Joseph Ukel Garang Wel; 1932 или 1938 — 28 июля 1971) — политический деятель из Южного Судана, активный участник суданского коммунистического движения в 1960-х годах.

## Образование и карьера
Уроженец южносуданского племени джур (группа нилотских народов луо), Гаранг учился в католической миссионерской школе Святого Антония (1944—1948) и Румбекской средней школе (1949—1953). В 1957 году он стал первым выходцем из Южного Судана, получившим диплом юриста после окончания юридического факультета Хартумского университета. Вскоре после этого он отклонил предложение войти в Верховный суд, предпочтя практику адвоката и политическую деятельность.

## Участие в политической жизни
Был членом Политбюро Суданской коммунистической партии, избирался от неё депутатом парламента (в 1964—1965 годах), но в декабре 1965 года был лишён мандата. Затем стал лидером Демократической партии Юга, созданной в 1966 году и выступавшей за справедливое решение вопроса самоопределения Южного Судана. В 1969—1971 годах занимал пост первого в истории страны министра по делам Юга в правительстве Судана (при Революционном совете).
В 1971 году Гаранг и несколько других видных коммунистов (в том числе генсек СКП Абд аль-Халик Махджуб) были казнены после контрпереворота 22 июля, объявившего их заговорщиками в недолговечном предыдущем перевороте, свергнувшем режим президента Джафара Нимейри.